# Леду, Жанна Филиберта
Жа́нна Филибе́рта Леду́ (фр. Jeanne-Philiberte Ledoux; 1767, Париж — 12 октября 1840, там же) — французский живописец, портретистка, ученица Жана-Батиста Грёза. Писала детские и женские портреты, подражая стилю учителя.

## Биография и творчество
Жанна Филиберта Леду родилась в 1767 году в Париже. О её жизни известно немного. Она была одной из учениц Жана-Батиста Грёза, наиболее близкой к нему по стилю и темам. Её дебют состоялся в 1793 году, когда она выставила в Парижском салоне три своих картины. Впоследствии она продолжала регулярно показывать свои произведения в Салоне вплоть до 1814 года.
Создавая картины, часто неотличимые от работ учителя, Леду, тем не менее, не питала склонности к бытовым сценам с моральным подтекстом, которыми славился Грёз. Ей было ближе иное направление его творчества: женские головки и детские портреты. В композициях часто присутствуют животные и птицы, а человеческие лица изображаены с подчёркнутой идеализацией и сентиментальностью.
Заказчиками художницы были преимущественно представители буржуазии, которые не могли позволить себе портреты большого формата. По всей видимости, сама художница не отличалась амбициозностью, поскольку никогда не писала ни картин в престижном историческом жанре, ни портретов знаменитостей. Это одна из причин, по которой в официальных источниках того времени сохранилось крайне мало сведений о Леду. В настоящее время её произведения находятся в музеях Франции и в частных коллекциях. Одна из картин Жанны Филиберты Леду — «Портрет ребёнка» (1810) — экспонируется в Государственном музее изобразительных искусств имени А. С. Пушкина.